# Sonata para piano n.º 10 (Skriabin)

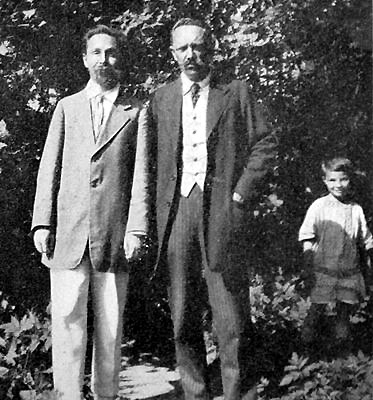
Skriabin y Julian, Yuri Baltrushaytis en1913 en Petrovskoe

La Sonata para piano n.º 10, Op. 70, fue escrita por Aleksandr Skriabin en 1913. Fue su última obra en esta forma. La pieza es muy cromática y atonal como las otras obras tardías de Skriabin, aunque posiblemente menos disonante que la mayoría de sus obras tardías. Se caracteriza por frecuentes trinos y trémolos. A veces se la conoce como la Sonata de los insectos, en referencia a sus palabras:
- "Mi Décima Sonata es una sonata de insectos. Los insectos nacen del sol [...] son los besos del sol".

## Composición
El estado de ánimo de las páginas introductorias de la décima sonata es velado y distante, como una reflexión impresionista, pero intensamente elevado y espiritual. Pronto, los trinos se extienden por todos los rincones de la música y en las últimas páginas se transformaron en una reverberación gloriosa, como si brillaran con pulsos de luz brillante y cobraran vida por sí mismos. Tales expresiones de vida y luz/sonido son típicas del mundo imaginario del compositor.
La Décima Sonata tiene una relación más estrecha con la forma sonata que algunas de sus otras sonatas. Se abre con algunas notas sombrías, formando un acorde aumentado y luego un acorde disminuido. Después cambia a un tema de color simple, para volver al tema inicial. Skriabin presenta a continuación trinos luminosos que impregnan el resto de la pieza, luego pasa a un tercer tema con una melodía cromática descendente. Siguiendo la forma sonata, estos tres temas toman una forma modificada en el desarrollo antes de establecerse en la recapitulación. La pieza termina repitiendo la apertura.
Al igual que las otras sonatas de Skriabin, esta es técnica y musicalmente muy exigente para el pianista. Una interpretación típica dura unos 12 minutos. Las interpretaciones notables de esta pieza incluyen la del yerno de Scriabin y su partidario musical Vladimir Sofronitski y la del gran pianista Vladimir Horowitz, también un gran partidario de muchas de las obras de Skriabin a lo largo de su larga carrera. El virtuoso ruso Arkady Volodos dio el paso muy inusual de abrir su concierto debut en el Carnegie Hall con esta Sonata, lo que refleja un enfoque audaz de la programación y un compromiso con el legado de Skriabin. Más recientemente, Yuja Wang interpretó la Sonata n.º 10 en un recital en el Carnegie Hall.